# Elkalyce irenae
Elkalyce irenae är en fjärilsart som beskrevs av Félix Dujardin 1974. Elkalyce irenae ingår i släktet Elkalyce och familjen juvelvingar. Inga underarter finns listade i Catalogue of Life.